# Bảo tàng Vùng Busko ở Busko-Zdrój
Bảo tàng Vùng Busko ở Busko-Zdrój (tiếng Ba Lan: Muzeum Ziemi Buskiej w Busku-Zdroju) là một bảo tàng tọa lạc tại số 7 Đại lộ Mickiewicza, Busko-Zdrój, Ba Lan.

## Lịch sử
Bảo tàng Vùng Busko ở Busko-Zdrój được thành lập vào năm 1990 theo khởi xướng của Ủy ban Tổ chức Xã hội của Bảo tàng Vùng Buska. Trụ sở của Bảo tàng là Biệt thự "Polonia". Biệt thự "Polonia" được xây dựng trước Chiến tranh thế giới thứ hai và đã được trùng tu lại để phù hợp với chức năng bảo tàng. Trong Chiến tranh thế giới thứ hai, biệt thự này là nơi đặt tòa án tổng hợp của Đức Quốc xã và là trụ sở của cảnh sát an ninh. Trong Biệt thự "Polonia", ngoài Bảo tàng Vùng Busko còn có Phòng trưng bày nghệ thuật "Zielona".

## Triển lãm
Bộ sưu tập của Bảo tàng Vùng Busko ở Busko-Zdrój hiện đang bao gồm các triển lãm về lịch sử của Busko và khu vực lân cận: các triển lãm khảo cổ học, các bộ sưu tập hiện vật và kỷ vật có liên quan đến tù nhân của các trại tập trung của Đức Quốc xã và trại lao động Liên Xô. Ngoài ra, Bảo tàng Vùng Busko còn có một bộ sưu tập các kỷ vật liên quan đến cuộc đời của một số nhân vật kiệt xuất gắn liền với thị trấn, cụ thể là: Krystyna Jamroz, Wojciech Belon và Marek Sikora.

## Giờ mở cửa
Bảo tàng Vùng Busko ở Busko-Zdrój hoạt động quanh năm, mở cửa từ thứ Ba đến thứ Sáu.